# Nowy cmentarz żydowski w Rudniku nad Sanem
Nowy cmentarz żydowski w Rudniku nad Sanem – kirkut mieści się przy ul. Jana Kilińskiego. Został założony w XIX wieku. Ma powierzchnię 1 ha. W czasie II wojny światowej został zdewastowany przez Niemców. Obecnie nie ma na nim macew. Teren jest wykorzystywany do wydobycia piasku.